# 蓝皮书
《蓝皮书：统一注释体系》(The Bluebook: A Uniform System of Citation)，一般直接称为蓝皮书（The Bluebook），是一本在美国使用最为广泛的法律引用指南。蓝皮书是由哈佛法学院、哥伦比亚法学院、宾夕法尼亚大学法学院、以及耶鲁法学院的法律评论编委会出版的，第一版出版于1926年，现在已经出到了第十九版。被称为蓝皮书，是因为书皮是蓝的。蓝皮书是美国绝大多数法学院进行引用时参考的指南，也是美国绝大多数联邦法院使用的引用格式。但是美国最高法院有自己的引用格式，每个州在自己的法院系统里也只遵守自己制定的引用格式。